# Andrenosoma currani
Andrenosoma currani là một loài ruồi trong họ Asilidae. Andrenosoma currani được Bromley miêu tả năm 1931. Loài này phân bố ở vùng Tân nhiệt đới.